# St. Croix Falls
St. Croix Falls è un comune degli Stati Uniti d'America, situato nello Stato del Wisconsin, nella contea di Polk.